# Nacionalno prvenstvo ZDA 1909
Nacionalno prvenstvo ZDA 1909 v tenisu.

## Moški posamično
William Larned :  William Clothier  6-1 6-2 5-7 1-6 6-1

## Ženske posamično
Hazel Hotchkiss Wightman :  Maud Barger-Wallach  6-0, 6-1

## Moške dvojice
Fred Alexander /  Harold Hackett :  Maurice McLoughlin /  George Janes 6–4, 6–4, 6–0

## Ženske dvojice
Hazel Hotchkiss Wightman /   Edith Rotch :  Dorothy Green /  Lois Moyes 6–1, 6–1

## Mešane dvojice
Hazel Hotchkiss Wightman /  Wallace F. Johnson :  Louise Hammond Raymond /  Raymond Little 6–2, 6–0